# La Bande fantôme
Pour plus de détails, voir Fiche technique et Distribution.
La Bande fantôme (Remote Control) est un film américain en noir et blanc réalisé par Nick Grinde, Malcolm St. Clair et Edward Sedgwick, sorti en 1930.

## Synopsis
Embauché comme annonceur à la radio, William Brennan doit essayer de sauver la station de radio qui se trouve en difficulté financière. Il fait venir de nouveaux talents, dont un clairvoyant, le docteur Kruger, qui est chargé de donner des conseils aux auditeurs. En réalité, Kruger est un chef de gang qui se sert de la radio pour diffuser sur les ondes des messages codés à l'intention de ses comparses pour qu'ils puissent braquer les banques qu'il désigne. William Brennan découvre la ruse et est enlevé par le gang. Après une course-poursuite épique, il s'échappe ; Kruger et sa bande sont dénoncés et arrêtés.

## Fiche technique
- Titre français : La Bande fantôme[1]
- Titre original : Remote Control
- Réalisation : Nick Grinde, Malcolm St. Clair et Edward Sedgwick
- Scénario : Frank Butler, F. Hugh Herbert, Jack Nelson
  - d'après la pièce Remote Control (1929) de Clyde North, Albert C. Fuller et Jack Nelson[2].
- Photographie : Merritt B. Gerstad
- Montage : Harry Reynolds
- Producteur : Edward Sedgwick
- Société de production et de distribution : Metro-Goldwyn-Mayer
- Pays de production :  États-Unis
- Langue originale : anglais américain
- Format : noir et blanc — 35 mm — 1,20:1 — son : mono (Western Electric Sound System)
- Genre : comédie policière, film de casse
- Durée : 65 minutes (7 bobines)[3]
- Dates de sortie :
  - États-Unis : 15 novembre 1930
  - France : 19 octobre 1934[1]

## Distribution
- William Haines : William J. Brennan
- Charles King : Sam Ferguson
- Mary Doran : Marion Ferguson
- John Miljan : Doctor Kruger
- Polly Moran : Polly
- J. C. Nugent : Smedley
- Edward Nugent : l'ingénieur radio
- Wilbur Mack (en) : le chef de la Police
- James Donlan : Blodgett
- Edward Brophy : Al
- Warner Richmond : Max
- Russell Hopton : Frank

Acteurs non crédités
- Roscoe Ates : joueur de piccolo bègue
- Lynton Brent (en) : voyou
- Mary Carlisle : jeune violoniste blonde
- Cliff Edwards : appeleur de porcs
- Harold Lockwood : extra
- Michael Mark : voyou
- Benny Rubin (en) : C. Samuel Lippencott
- Harry Tenbrook : Duke - un homme de main
- Ellinor Vanderveer : musicienne